# Simselet
Simselet är en sjö i Arjeplogs kommun i Lappland och ingår i Skellefteälvens huvudavrinningsområde. Sjön har en area på 0,83 kvadratkilometer och ligger 441,1 meter över havet. Simselet ligger i Hornavan-Sädvajaure fjällurskog Natura 2000-område. Sjön avvattnas av vattendraget Skellefteälven. Vid provfiske har lake, röding, sik och öring fångats i sjön.

## Delavrinningsområde
Simselet ingår i det delavrinningsområde (737209-154711) som SMHI kallar för Utloppet av Simselet. Medelhöjden är 481 meter över havet och ytan är 5,97 kvadratkilometer. Räknas de 100 avrinningsområdena uppströms in blir den ackumulerade arean 1 625,13 kvadratkilometer. Avrinningsområdets utflöde Skellefteälven mynnar i havet. Avrinningsområdet består mestadels av skog (83 procent). Avrinningsområdet har 1 kvadratkilometer vattenytor vilket ger det en sjöprocent på 16,7 procent.